# Hradecká brána (Třeboň)
Hradecká brána je jednou ze čtyř bran původního městského opevnění v Třeboni. Svůj název má podle Jindřichova Hradce, kam směřovala stezka směrem na východ.
Brána uzavírá třeboňské hlavní Masarykovo náměstí z východní strany; vznikla nejspíše jako jedna z prvních bran ukončením osídlené části Vitorazské stezky, okolo níž se rozvinulo nejstarší jádro města Třeboně. Doložená je výstavba v letech 1525 až 1527 v souvislosti s komplexní přestavbou městského opevnění. Jejím iniciátorem byl Štěpánek Netolický. V této podobě existovala cca 40 let, poté byla přestavěna po požáru města v roce 1562 Janem Vlachem. Následovaly ještě další přestavby, které jsou spojeny s předchozími ničivými požáry města. V závěru 17. století byl na bránu namalován kříž, znak rodu Rožmberků a města Třeboně.
Brána se původně jmenovala Brána dlouhého mostu podle haťové komunikace přes bažiny, která zde začínala. Současný stav je z roku 1875. Do dnešních dnů se dochovala hradební ulička, která je součástí přilehlé budovy, dnes sídla ZUŠ Třeboň. Ulička ústí v nedalekém domě č. 96, který býval hradební baštou a městskou zbrojnicí.